# Black Rock (Arkansas)
Black Rock è una città statunitense situata nello Stato dell'Arkansas, nella Contea di Lawrence.